# Nesotragus
A Nesotragus az emlősök (Mammalia) osztályának párosujjú patások (Artiodactyla) rendjébe, ezen belül a tülkösszarvúak (Bovidae) családjába és az antilopformák (Antilopinae) alcsaládjába tartozó nem.

## Leírásuk
Afrika endemikus állatai, melyek korábban az apró törpeantiloppal együtt (Neotragus pygmaeus), a Neotragus nemet alkották - manapság ez az emlősnem monotipikussá vált. 1999-ben, Alexandre Hassanin a párizsi nemzeti tudományos kutató központ dolgozója és kollégái törzsfejlődéses (philogenesis) kutatásokat végeztek az antilopok között. Ezek a kutatók sejtmag és mitokondriális DNS-vizsgálatok segítségével meghatározták az impala (Aepyceros melampus) családfáját és a más tülkösszarvúakkal való rokonsági kapcsolatait. Hassanin és társai megtudták, hogy az impala és a pézsmaantilop egy kládot alkotnak, vagyis közös ősük van. A 2003-ban végzett riboszomális RNS és β-spectrin nuklein szekvenálások azt mutatták, hogy az impala és Nesotragus-fajok között tényleg van rokonság.

## Rendszerezés
A nembe az alábbi 2 élő faj tartozik:
- Bates-törpeantilop (Nesotragus batesi) (De Winton, 1903)
- pézsmaantilop (Nesotragus moschatus) (Von Dueben, 1846)

## Fordítás
- Ez a szócikk részben vagy egészben  a   Nesotragus című angol Wikipédia-szócikk ezen változatának fordításán alapul.  Az eredeti cikk szerkesztőit annak laptörténete sorolja fel. Ez a jelzés csupán a megfogalmazás eredetét és a szerzői jogokat jelzi, nem szolgál a cikkben szereplő információk forrásmegjelöléseként.